# Hoquei sobre gel als Jocs Olímpics d'hivern de 2014
Als Jocs Olímpics d'Hivern de 2014, que se celebraren a la ciutat de Sotxi (Rússia), es disputaren dues proves d'hoquei sobre gel, una en categoria masculina i una altra en categoria femenina. La competició tingué lloc entre els dies 8 i 23 de febrer de 2014 a les instal·lacions del Palau de Gel Bolxoi i Xaiba Arena.

## Resum de medalles

### Categoria masculina
| Prova         | Or | Argent | Bronze |
| Homes detalls | CanadàJamie Benn · Patrice Bergeron · Jay Bouwmeester · Jeff Carter · Sidney Crosby · Drew Doughty · Matt Duchene · Ryan Getzlaf · Dan Hamhuis · Duncan Keith · Chris Kunitz · Roberto Luongo · Patrick Marleau · Rick Nash · Corey Perry · Alex Pietrangelo · Carey Price · Patrick Sharp · Mike Smith · Martin St. Louis · P. K. Subban · John Tavares · Jonathan Toews · Marc-Édouard Vlasic · Shea Weber | SuèciaDaniel Alfredsson · Nicklas Bäckström · Patrik Berglundv · Alexander Edler · Oliver Ekman-Larsson · Jhonas Enroth · Jimmie Ericsson · Jonathan Ericsson · Loui Eriksson · Jonas Gustavsson · Carl Hagelin · Niklas Hjalmarsson · Marcus Johansson · Erik Karlsson · Niklas Kronwall · Marcus Krüger · Gabriel Landeskog · Henrik Lundqvist · Gustav Nyquist · Johnny Oduya · Daniel Sedin · Jakob Silfverberg · Alexander Steen · Henrik Tallinder · Henrik Zetterberg | FinlàndiaJuhamatti Aaltonen · Aleksander Barkov · Mikael Granlund · Juuso Hietanen · Jarkko Immonen · Jussi Jokinen · Olli Jokinen · Leo Komarov · Sami Lepistö · Petri Kontiola · Lauri Korpikoski · Lasse Kukkonen · Jori Lehterä · Kari Lehtonen · Olli Määttä · Antti Niemi · Antti Pihlström · Tuukka Rask · Tuomo Ruutu · Sakari Salminen · Sami Salo · Teemu Selänne · Kimmo Timonen · Ossi Väänänen · Sami Vatanen |

### Categoria femenina
| Prova         | Or | Argent | Bronze |
| Dones detalls | CanadàMeghan Agosta-Marciano · Gillian Apps · Mélodie Daoust · Laura Fortino · Jayna Hefford · Haley Irwin · Brianne Jenner · Rebecca Johnston · Charline Labonté · Geneviève Lacasse · Jocelyne Larocque · Meaghan Mikkelson-Reid · Caroline Ouellette · Marie-Philip Poulin · Lauriane Rougeau · Natalie Spooner · Shannon Szabados · Jenn Wakefield · Catherine Ward · Tara Watchorn · Hayley Wickenheiser | Estats UnitsKacey Bellamy · Megan Bozek · Alexandra Carpenter · Julie Chu · Kendall Coyne · Brianna Decker · Meghan Duggan · Lyndsey Fry · Amanda Kessel · Hilary Knight · Jocelyne Lamoureux · Monique Lamoureux-Kolls · Gisele Marvin · Brianne McLaughlin · Michelle Picard · Josephine Pucci · Molly Schaus · Anne Schleper · Kelli Stack · Lee Stecklein · Jessie Vetter | SuïssaJanine Alder · Livia Altmann · Sophie Anthamatten · Laura Benz · Sara Benz · Nicole Bullo · Romy Eggimann · Sarah Forster · Angela Frautschi · Jessica Lutz · Julia Marty · Stefany Marty · Alina Müller · Katrin Nabholz · Evelina Raselli · Florence Schelling · Lara Stalder · Phoebe Stanz · Anja Stiefel · Nina Waidacher |

## Medaller
| Pos.  | País         | Or | Plata | Bronze | Total |
| 1     | Canadà       | 2  | 0     | 0      | 2     |
| 2     | Estats Units | 0  | 1     | 0      | 1     |
| 2     | Suècia       | 0  | 1     | 0      | 1     |
| 3     | Finlàndia    | 0  | 0     | 1      | 1     |
| 3     | Suïssa       | 0  | 0     | 1      | 1     |
| Total | Total        | 2  | 2     | 2      | 6     |